# Chrysolina substrangulata
Chrysolina substrangulata là một loài bọ cánh cứng trong họ Chrysomelidae. Loài này được Bourdonne miêu tả khoa học năm 1986.